# Drapeau Pryca
Le Drapeau Pryca est une compétition d'aviron, de traînières, qui a eu lieu dans l'embouchure de la Bidasoa en 1985 et 1986.

## Histoire
En 1984 a eu lieu à Hondarribia la première édition du Drapeau de Hondarribia. L'année suivante au lieu de la seconde édition, appelée Drapeau Pryca. Ce nom sera conservé une année de plus. Grâce au sponsoring de l'hôtel de ville local on l’appellera de nouveau Drapeau de Hondarribia en 1987 pour sa seconde édition.
La première édition est gagnée par Zumaia et la seconde a été disputée le 10 août 1986, où ont pris part 16 traînières dont le vainqueur sera San Juan.

## Palmarès
| Édition | Année | Vainqueur | Second    | Troisième |
| ------- | ----- | --------- | --------- | --------- |
| I       | 1985  | Zumaia    | Kaiku     | Santurtzi |
| II      | 1986  | San Juan  | San Pedro | Zumaia    |

### Sources
- (es) Cet article est partiellement ou en totalité issu de l’article de Wikipédia en espagnol intitulé « Bandera Pryca » (voir la liste des auteurs).